# Hummelfeld
Hummelfeld (dänisch: Hummelmark) ist eine Gemeinde im Kreis Rendsburg-Eckernförde in Schleswig-Holstein.

## Geographie
Hummelfeld liegt etwa sieben Kilometer westlich von Eckernförde am Rand der Hüttener Berge. Zum Ort gehören die Ortsteile Elmenhorst, Fellhorst, Frenrade, Kirchdiek und Wolfskrug.

## Geschichte

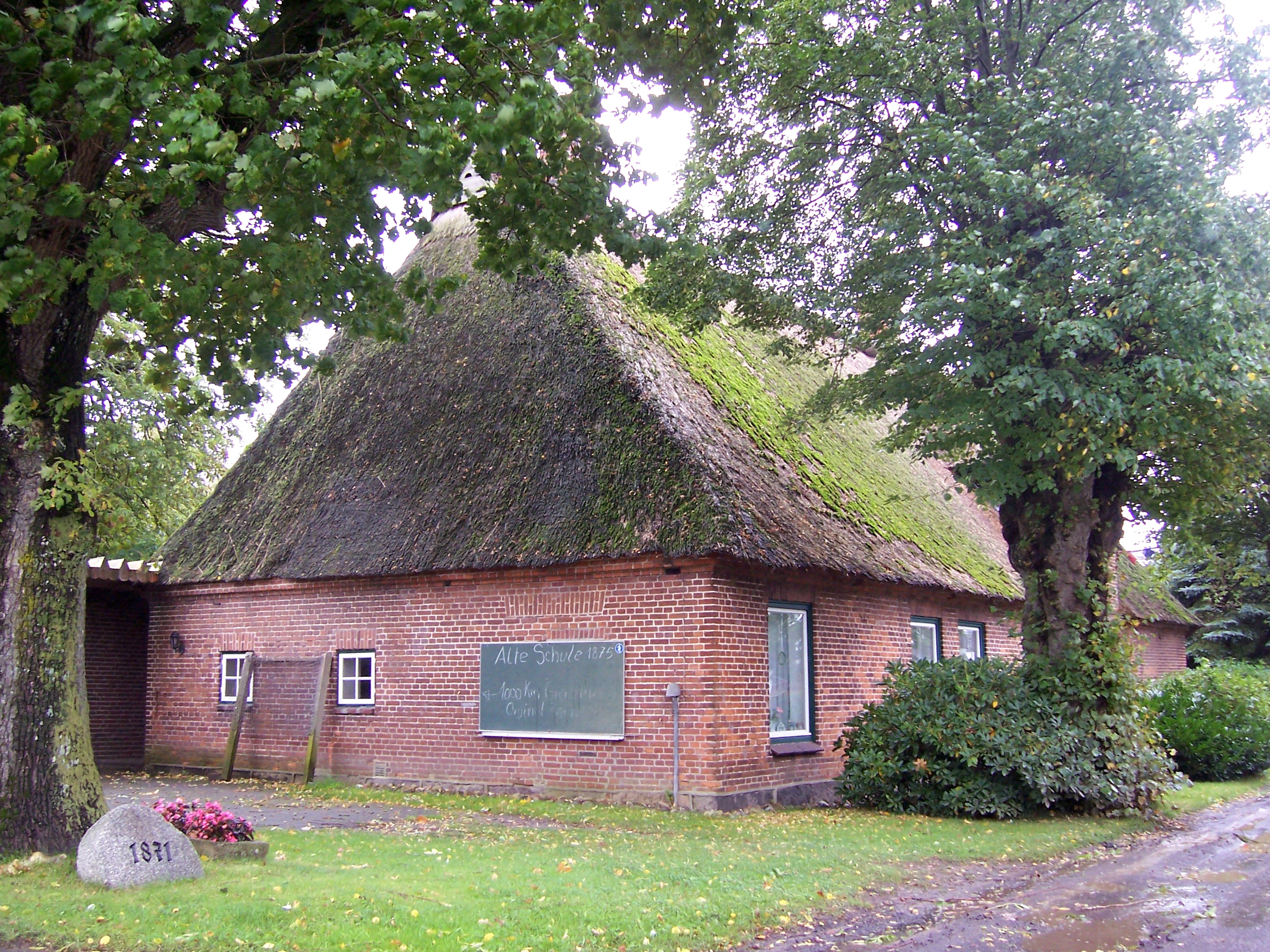
Alte Schule Hummelfeld

Hummelfeld wurde 1462 erstmals erwähnt. Der Ortsname geht auf das altnordische oder niederdeutsche Wort für Hopfen (anord. humla, ndt. Hummel, dän. humle) zurück. Der Ortsname bedeutet somit Hopfenfeld, übertragen vom dänischen Hummelmark in der Bedeutung von mark für Rodung, Feld. Kirchlich gehörte Hummelfeld zum evangelisch-lutherischen Kirchspiel Kosel.
Die Gemeinde hieß ursprünglich Hummelfeld-Wolfskrug. Die Umbenennung erfolgte 1932.

## Politik

### Gemeindevertretung
Bei der Kommunalwahl am 14. Mai 2023 wurden insgesamt neun Sitze vergeben. Diese fielen erneut alle an die Kommunale Wählergemeinschaft Hummelfeld. Die Wahlbeteiligung betrug 64,1 %.

### Wappen
Blasonierung: „In Gold eine grüne Hopfenranke, bestehend aus einem gestürzten Blatt und fünf auswärts weisenden Dolden darüber.“

## Wirtschaft und Infrastruktur
Die Gemeinde ist überwiegend landwirtschaftlich geprägt. Nur wenige kleine Handwerksbetriebe sind am Ort ansässig. Nördlich von Hummelfeld verläuft die Bundesstraße 76 von Schleswig nach Eckernförde.